# Марсулас
Марсула́с (фр. Marsoulas, окс. Marsolàs) — коммуна во Франции, находится в регионе Юг — Пиренеи. Департамент — Верхняя Гаронна. Входит в состав кантона Сали-дю-Салат. Округ коммуны — Сен-Годенс.
Код INSEE коммуны — 31321.

## География

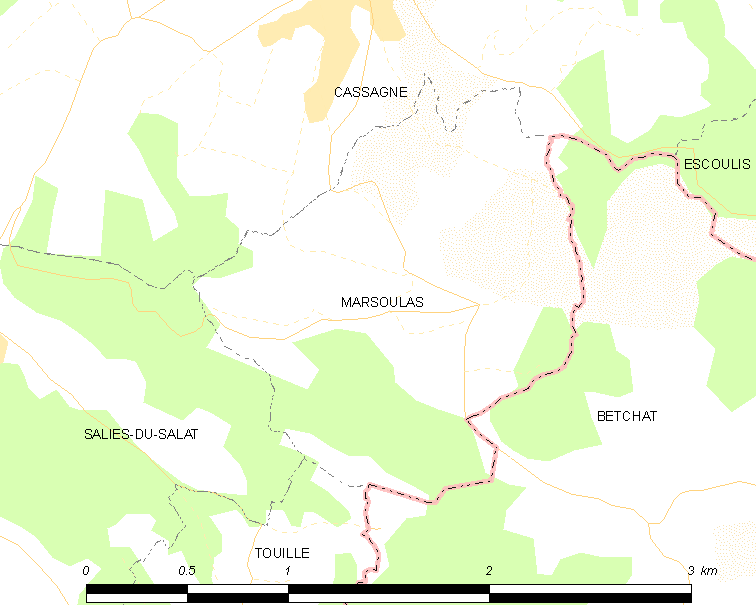
Карта коммуны

Коммуна расположена приблизительно в 650 км к югу от Парижа, в 70 км к юго-западу от Тулузы.
По территории коммуны протекают реки Лан, Лауэн (фр. Laouin), Гут (фр. Goutes) и Касте (фр. Castets).

## Климат
Климат умеренно-океанический. Зима мягкая и снежная, весна характеризуется сильными дождями и грозами, лето сухое и жаркое, осень солнечная. Преобладают сильные юго-восточные и северо-западные ветры.

## Население
Население коммуны на 2010 год составляло 131 человек.
| 1962 | 1968 | 1975 | 1982 | 1990 | 1999 | 2010 |
| ---- | ---- | ---- | ---- | ---- | ---- | ---- |
| 149  | 114  | 94   | 100  | 112  | 137  | 131  |

## Администрация
| Период | Период | Фамилия        | Партия                              | Примечания |
| ------ | ------ | -------------- | ----------------------------------- | ---------- |
| 2001   | 2008   | Югет Дави      | Французская коммунистическая партия |            |
| 2008   | 2020   | Александр Адер |                                     |            |

## Экономика
В 2010 году среди 85 человек трудоспособного возраста (15—64 лет) 67 были экономически активными, 18 — неактивными (показатель активности — 78,8 %, в 1999 году было 75,0 %). Из 67 активных жителей работали 58 человек (32 мужчины и 26 женщин), безработных было 9 (6 мужчин и 3 женщины). Среди 18 неактивных 5 человек были учениками или студентами, 9 — пенсионерами, 4 были неактивными по другим причинам.

## Достопримечательности
- Пещера Марсулас[фр.]. Исторический памятник с 1910 года[4]
- Церковь Успения Божьей Матери

## Награды
- Медаль Сопротивления
- Военный крест (1939—1945)